# Quai De-Dion-Bouton
Le quai De-Dion-Bouton est une voie de circulation se trouvant à Puteaux.

## Situation et accès
Ce quai, orienté du sud-ouest au nord-ouest, rencontre notamment la rue Godefroy et la rue Jean-Jaurès.

## Origine du nom

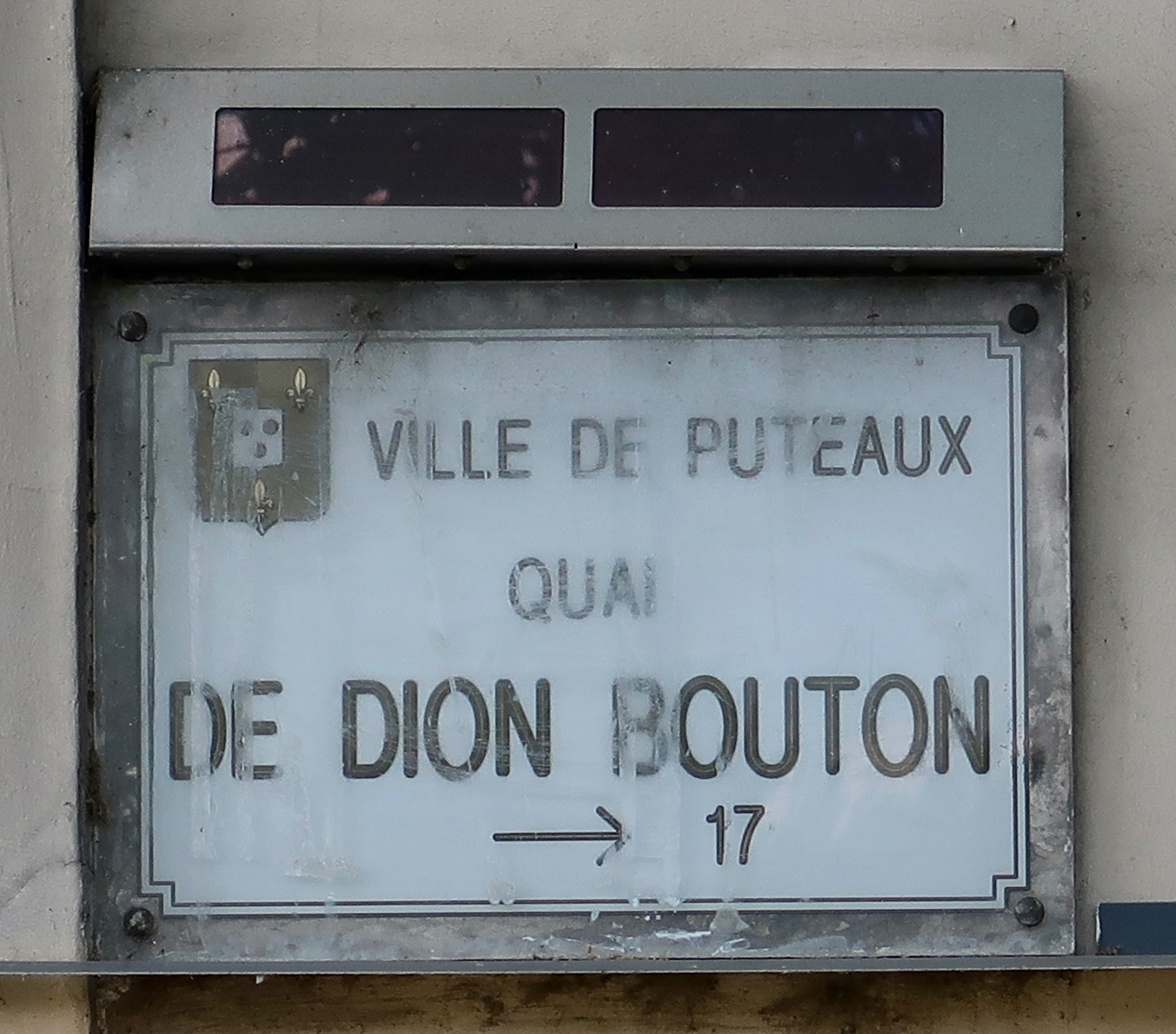
Plaque Quai De-Dion-Bouton, 2019.

Son nom actuel provient du constructeur français d'automobiles De Dion-Bouton, dont les usines étaient installées à Puteaux, à la fin du XIXe siècle et au début du XXe siècle.

## Historique

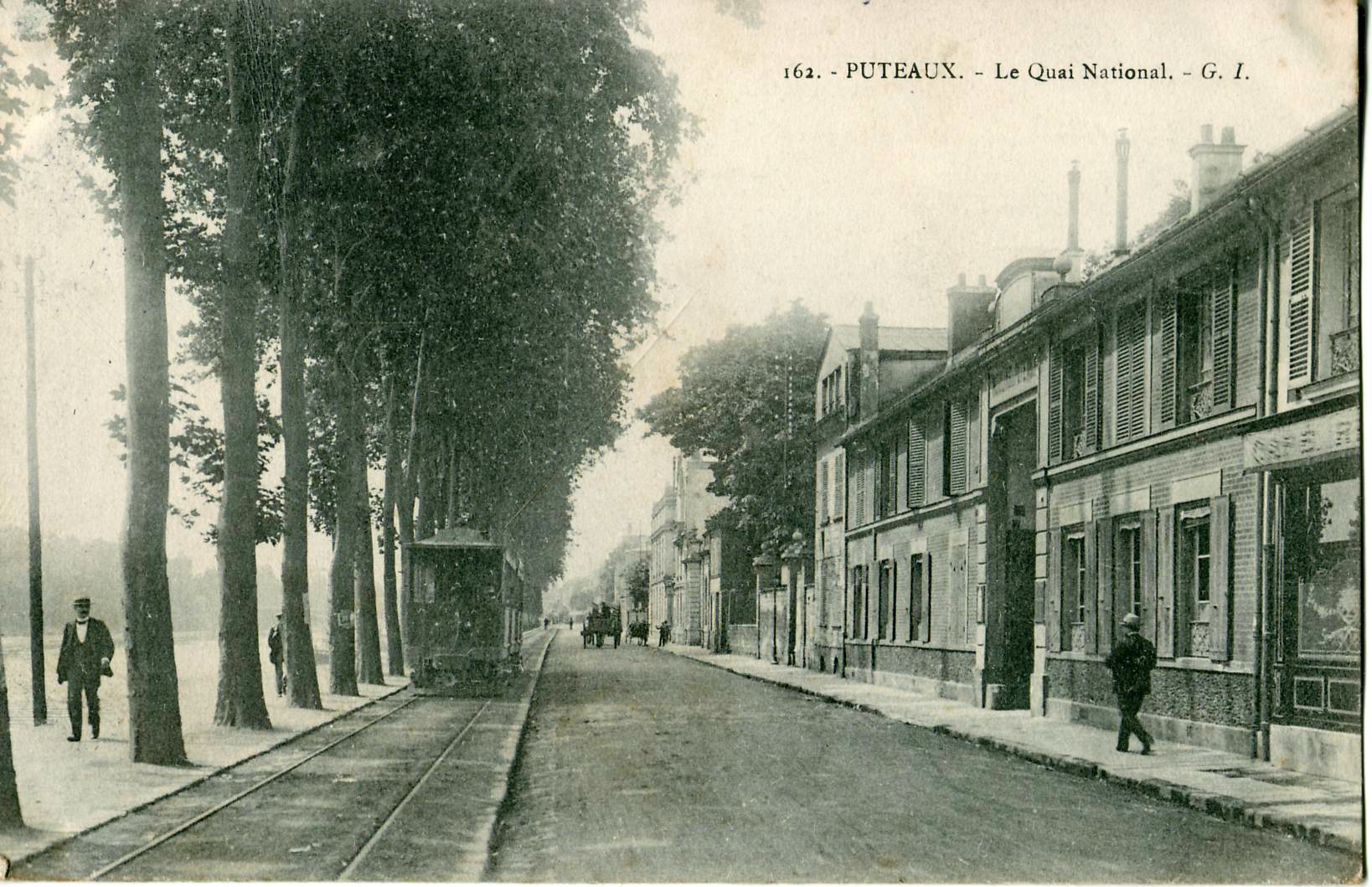
Puteaux : le quai National en 1900.

Bordant la Seine, il porte d'abord le nom de « quai National ». La voie se poursuit sur la commune voisine de Suresnes sous le nom de « quai Gallieni ».
Le long du quai se trouvaient de la fin du XIXe siècle jusqu'au milieu du XXe siècle plusieurs usines dont la distillerie de la Madone (d), détruite par un incendie en 1949. Elles ont depuis été remplacées par des entreprises du secteur tertiaire et des logements.

## Bâtiments remarquables et lieux de mémoire

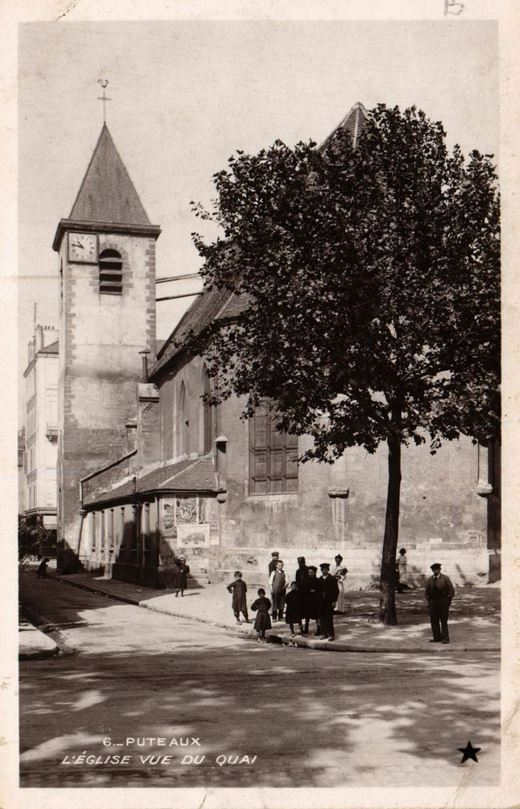
L'église vue du quai.

- Église Notre-Dame-de-Pitié de Puteaux, datant du début du XVIe siècle[4].
- Passerelle François Coty, qui permet de rejoindre l’île de Puteaux.
- Tour France, second plus haut immeuble d'habitation d'Île-de-France.
- En 1966, siège de la société Maille.
- Dans les années 1920, siège de la société Unic.
- Atelier de construction de Puteaux.